# يانوح (صور)
يانوح هي إحدى القرى اللبنانية من قرى قضاء صور في محافظة الجنوب.

## يانوح والصراع مع العدو الصهيوني
قرية يانوح وهي من قرى الرفض أيام الاجتياح والاحتلال الإسرائيلي، انها من القرى المعلقة بين الأرض والسماء والتي حاصرها الجيش الإسرائيلي خلال عملية القبضة الحديدية. فكانت إحدى القرى السبع كما اسماها دولة الرئيس نبيه بري التي واجهتها القبضة الحسينية وقدمت شهداء من ابنائها اللذين كانوا من طليعة المنتسبين إلى حركة امل وقادتها تحت نهج الامام السيد موسى الصدر منهم الشهيد علي حيدر والشهيد علي رضا حسين ومازالت هذه القرية الوادعة على نهج الامام الصدر وحامل امانته نبيه بري الذي قدم العديد من المشاريع والخدمات الانمائية في البلدة وليس اخرها مشروع مياه ابار يانوح الذي يعد الأكبر من حيث كمية المياه الجوفية التي تغذي بلدات الجنوب وصولا إلى أكثر من ثمانين بلدة. 
وكغيرها من القرى الجنوبية المناضلة قدّمت قرية يانوح ثلاثة من أبنائها الذين استشهدوا في صفوف المقاومة الإسلامية وهم جنبلاط جابر ومن ثم علي طعمي وكان آخرهم شهيد عملية الوعد الصادق الحاج محمود أحمد خازم الذي قضى نحبه في مواجهات بنت جبيل البطولية.

## الموقع
تقع بلديّة يانوح (صور) في قضاء صور أحد أقضية محافظة الجنوب هذه المحافظة هي واحدة من ثمان محافظات يتشكل منها لبنان الإداري.
تبعد يانوح صور حوالي 95 كلم (59.033 مي) عن بيروت عاصمة لبنان ترتفع حوالي 210 م (1) (689.01 قدم - 229.656 يارد) عن سطح البحر وتمتد على مساحة تُقدَّر بـ 307 هكتاراً (3.07 كلم²- 1.18502 مي² (2)).

## السكّان، الناخبون، السلطات المحلّية
صحت توقعات البعض وخابت توقعات آخرين، وتم إجراء الانتخابات البلدية والاختيارية في مواعيدها المقررة من دون تاجيل أو تمديد ولاية المجالس القائمة.

## المدارس
بحسب احصاء العام (2005-2006)فان عدد المدارس٢
مدرسة يانوح الرسمية 
ثانوية السراج

## المؤسسات الصحية
يوجد مستوصف في مبنى البلدية يقدم خدمات طبية بالتعاون مع جمعية الرسالة للإسعاف الصحي وقوات الطوارئ الدولية

## وصلات خارجية
[/https://amal-movement.org/
https://web.archive.org/web/20190102203214/
http://www.localiban.org/article1816.html]